# Fabián Estoyanoff
Fabián Larry Estoyanoff Poggio, né le 27 septembre 1982 à Montevideo, en Uruguay, est un footballeur international uruguayen. Il possède des origines bulgares (Stoyanov) et italiennes. Il évolue au poste de milieu.

## Biographie

### En club
En octobre 2014, il se distingue en déclenchant une bagarre générale lors du « classico » contre Nacional (URU). Par suite d'un jeu dangereux de son jeune coéquipier Carlos Rodrigo Núñez, il décoche un violent crochet du droit à un adversaire qui s'emportait. Âgé de 33 ans, il quitte le club 3 mois plus tard.
Le 5 mai 2015, il voit son salaire divisé par deux, pour avoir agressé son adversaire Nam Tae-hee, à la suite d'une défaite en Ligue des champions d'Asie.

### En équipe nationale
Il reçoit 31 sélections et inscrit 4 buts en équipe d'Uruguay entre 2001 et 2007.
Avec la sélection uruguayenne il participe à trois Copa América en 2001, 2004 et 2007. Il se classe troisième de la compétition en 2004.

## Palmarès
- Champion d'Uruguay en 2003 et 2013 avec Peñarol
- Champion d'Arabie Saoudite en 2015 avec Al Nasr